# Guerriero americano 4 - Distruzione totale
Guerriero americano 4: Distruzione totale (American Ninja 4: The Annihilation) è un film del 1991 diretto da Cedric Sundstrom.

## Trama
Il campione di kickboxing Sean, visto nel terzo episodio della serie, come agente della CIA viene inviato a salvare alcuni soldati delle truppe speciali tenuti prigionieri dal perfido ex soldato Mulgrew. Quest'ultimo sta inoltre preparando un attentato terroristico per colpire la città di New York.
Insieme a Sean e alla dottoressa Sarah, arriva in soccorso anche Joe, il "guerriero americano" dei primi 2 film della serie: insieme dovranno sventare i piani del perfido Mulgrew.

## Il film
Quarto e penultimo episodio della saga del "guerriero americano", il film vede il ritorno di Michael Dudikoff nei panni di Joe, ma l'assenza di Steve James in quelli di Jackson. Così i due guerrieri americani sono spalla a spalla per una nuova missione.
Nei panni del cattivo di turno troviamo James Booth, sceneggiatore del secondo episodio, e caratterista di molti "cattivi" di film di arti marziali (come per esempio in Preghiera di morte).
Il film, girato a Lesotho, esce in America l'8 marzo del 1991.